# Classe King George V (1939)
A Classe King George V foi uma classe de navios couraçados operada pela Marinha Real Britânica, composta pelo HMS King George V, HMS Prince of Wales, HMS Duke of York, HMS Anson e HMS Howe. Suas construções começaram alguns anos antes do início da Segunda Guerra Mundial; os batimentos de quilha das três primeiras embarcações ocorreram em 1936, seguida pelas duas últimas no ano seguinte.

## Projeto
O projeto dos couraçados da classe King George V foi bastante restringido desde o início, por motivos políticos. Pelo Tratado de Londres de 1930, os Estados Unidos, a Grã-Bretanha e o Japão estavam de acordo com uma moratória de cinco anos para construções novas. Isto significava, portanto que nenhum couraçado britânico poderia ser lançado antes de Janeiro de 1937, muito embora os franceses, italianos (que não eram signatários deste tratado) e os alemães que mantinham um acordo em separado com o ingleses), já tivessem iniciado a construção de seus próprios couraçados rápidos e poderosos.
Desta forma os ingleses tinham a esperança de obter um novo acordo, na conferência que iria acontecer em 1936, em que se fixasse, para novas contribuições, calibres de no máximo 356 mm.
Na prática tanto os Estados Unidos quanto o Japão, recusaram-se a aceitar estas limitações, pois já haviam iniciado construções com calibres de 406 e 460 mm.
Desta forma os ingleses não poderiam esperar as definições do tratado e iniciaram a construção com canhões de 356 mm tentando minimizar a liderança já alcançada por alguns vizinhos.

## Armamento
Os canhões MK VII, de 356 mm disparavam projéteis de carga pesada (720 kg) a uma velocidade modesta e, com uma elevação máxima de 40º, atingindo distâncias de até 32.900 m. O projeto das torres baseou-se naqueles 381 mm da Primeira Guerra Mundial, exceto pelo fato dos paióis estarem localizados abaixo dos compartimentos de munições.
Isto complicava as operações de guindagem, porém proporcionava uma cadencia de tiro de duas granadas por minuto. Frequentes falhas nos canhões e nas torres ocorreram quando os primeiros navios foram construídos, notadamente a bordo do Prince of Wales, durante a batalha contra o Bismarck quando ambas as torres “A” e “Y”, travaram. Todavia, estes problemas foram corrigidos e os canhões no futuro serem muito eficazes no decorrer da guerra.

## História
Um dos primeiros a entrar em combate foi Prince of Wales em ações contra o poderoso couraçado alemão Bismarck, enquanto ainda havia empregados do estaleiro a bordo, mas, mesmo assim conseguiu suportar dois impactos do couraçado alemão antes de abandonar a batalha.
O King George V, neste mesmo episódio servia de nau-capitânia da frota inglesa e teve papel fundamental na batalha.